# Plas Baglan
Plas Baglan är ett slott i Storbritannien.   Det ligger i kommunen Neath Port Talbot och riksdelen Wales, i den södra delen av landet, 250 km väster om huvudstaden London. Plas Baglan ligger 67 meter över havet.
Terrängen runt Plas Baglan är kuperad åt nordost, men åt sydväst är den platt. Havet är nära Plas Baglan åt sydväst. Runt Plas Baglan är det tätbefolkat, med 411 invånare per kvadratkilometer. Närmaste större samhälle är Swansea, 10,0 km väster om Plas Baglan. Runt Plas Baglan är det i huvudsak tätbebyggt.